# Roman Pekárek
Roman Pekárek (* 23. listopadu 1966, Kolín) je český politik, od 7. listopadu 2012 do 28. srpna 2013 poslanec Parlamentu České republiky. V letech 2006–2010 působil Pekárek jako místostarosta Kolína. Je jednatelem firmy, která v minulosti vydávala kolínský městský zpravodaj.
Dva dny po svém nástupu do Poslanecké sněmovny, v souvislosti s tlakem na svůj odchod v souvislosti s nepravomocným odsouzením na šest let vězení, požádal o pozastavení svého členství v ODS. Mandátu se však nevzdal.
V odvolacím řízení u pražského Vrchního soudu byl Pekárek 18. prosince 2012 za přijímání úplatku a zneužití pravomoci veřejného činitele odsouzen k pěti letům vězení. Musel také zaplatit peněžitý trest ve výši 250 tisíc korun. Po dobu pěti let rovněž nesmí vykonávat žádnou funkci ve spojitosti se samosprávou. V České republice je vůbec prvním zákonodárcem, který byl odsouzen během výkonu funkce. Dne 18. února 2013 nastoupil do vězení v Hradci Králové, na svobodu se dostal v srpnu 2015 na podmínečné propuštění.

## Vstup do Poslanecké sněmovny
Do sněmovny se Pekárek dostal za ODS díky tomu, že tři středočeští poslanci, „rebelové“ Petr Tluchoř, Ivan Fuksa a Marek Šnajdr složili své mandáty. V květnu 2012 mu přitom soud nepravomocně udělil šestiletý trest vězení za to, že si údajně v roce 2009 řekl o milionový úplatek za výhodnější prodej městských pozemků. Pekárek se proti rozsudku odvolal k Vrchnímu soudu.
Na Pekárka mezitím sílil tlak, aby se mandátu vzdal. Tyto výzvy zazněly ihned po jeho vstupu do sněmovny z různých politických stran, a to včetně ODS. „Budeme ho přesvědčovat, aby pozastavil své členství v ODS, aby zrovna tak nepůsobil v poslaneckém klubu a vůbec ve Sněmovně," řekl premiér a předseda ODS Petr Nečas. „Požádám ho, aby se vzdal poslaneckého mandátu, aby svým osobním příběhem nezatěžoval ODS a její poslanecký klub," řekl předseda tohoto poslaneckého klubu ODS Zbyněk Stanjura. Také podle místopředsedy ODS Martina Kuby by Pekárka měl nahradit další člověk v řadě. Další v listopadu 2012 nastupující poslanec ODS Pavel Bohatec uvedl, že kdyby byl na jeho místě, mandát by přenechal někomu jinému.
Ještě před složením slibu Pekárka vyzval místopředseda sněmovny Lubomír Zaorálek, aby mandát nepřijal. Takový krok podle něj snižuje politickou kulturu v zemi. Předseda koaliční TOP 09 Karel Schwarzenberg řekl, že doufá, že Pekárek sám ze sněmovny odejde.

## Členství v ODS, vydání k trestnímu stíhání
Dva dny po vstupu do sněmovny, 9. listopadu 2012, Pekárek pozastavil své členství v ODS. Poslanecký klub strany jej ale vyzval, aby stranu opustil a odešel i ze sněmovny. Místopředsedkyně ODS Miroslavy Němcové mu pohrozila, že bude ze strany vyloučen. Předseda kolínského sdružení ODS Martin Smetana ale prohlásil, že má-li Pekárek pozastavené členství, pak ani je-li pravomocně odsouzen, strana jej ze svých řad nemůže vyloučit.
29. listopadu 2012 imunitní výbor sněmovny doporučil poslancům vydat Pekárka k trestnímu stíhání, 4. prosince tak poslanci učinili, když jej zbavili imunity.
18. prosince 2012 Vrchní soud uznal Pekárka vinným, ale trest mu snížil ze šesti na pět let vězení, udělil mu peněžitý trest 250 tisíc korun a zákaz výkonu veřejné funkce na pět let. 18. února 2013 nastoupil do vězení, mandátu se ale ani poté nevzdal a ten mu zanikl až rozpuštěním sněmovny v srpnu 2013.